# Hjuldampskibet Eideren
Hjuldampskibet Eideren blev bygget i England i 1849 til brug for postvæsenet. Det var udstyret med en motor på 200 HK.     

## Tekniske data

### Generelt
- Længde: 50,3 m
- Bredde:  13,2 m
- Dybgang: Ukendt
- Deplacement: 325 ton
- Fart: 10 knob

### Armering
Artilleri: 2 styk 24 pund kanoner og 4 styk 4 pund haubitser.

## Tjeneste
Ankom til Danmark i 1849. Indkøbt til postvæsenet, men udlånt til marinen og krigsudrustet i perioden 1849-51. Derefter tjeneste i postvæsenet.   